# Campeonato Nacional de Basquete Masculino de 1999
O Campeonato Nacional de Basquete Masculino de 1999 (10ª edição) foi um torneio realizado a partir de 10 de janeiro até 30 de maio de 1999 por catorze equipes representando cinco estados.

## Participantes
Bauru, Bauru/SP

 Botafogo, Rio de Janeiro/RJ

 COC/Ribeirão Preto, Ribeirão Preto/SP

 Corinthians, Santa Cruz do Sul/RS

 Flamengo, Rio de Janeiro/RJ

 Franca, Franca/SP

 Londrina, Londrina/PR

 Mackenzie/Microcamp/Barueri, Barueri/SP

 Mogi das Cruzes, Mogi das Cruzes/SP

 Pinheiros, São Paulo/SP

 Santo André, Santo André/SP

 Unit/Uberlândia, Uberlândia/MG

 Ulbra, Porto Alegre/RS

 Vasco da Gama, Rio de Janeiro/RJ

## Regulamento

### Fórmula de disputa
O Campeonato Nacional de Basquete Masculino foi disputado por 14 equipes em duas fases:
- Fase classificatória: As 14 equipes disputaram partidas em um sistema de turno e returno, em que enfrentaram todos os adversários em seu mando de quadra e fora dele.
- Playoffs: As oito equipes classificadas jogaram num sistema mata mata e a vencedora desses foi declarada Campeã Nacional de Basquete Masculino de 1999. É dividida em três partes: 
  - Quartas de final: Foi disputada pelas equipes que passaram da primeira fase, seguindo a lógica: (1ª x 8ª); (2ª x 7ª); (3ª x 6ª); (4ª x 5ª). Estas jogaram partidas em melhor de cinco (jogos), sendo dois mandos de campo para cada e o jogo de desempate, se houvesse, no ginásio da equipe com o melhor índice técnico da fase classificatória.
  - Semifinais: Foi disputada pelas equipes que passaram das quartas de final, seguindo a lógica: vencedor A x vencedor D e vencedor B x vencedor C. Estas jogaram partidas em melhor de cinco (jogos), sendo dois mandos de campo para cada e o jogo de desempate, se houvesse, no ginásio da equipe com o melhor índice técnico da fase classificatória.
  - Final: Foi disputada entre as duas equipes vencedoras das semifinais, em melhor de cinco (jogos), sendo dois mandos de campo para cada e o jogo de desempate, se houvesse, no ginásio da equipe com o melhor índice técnico da fase classificatória. A equipe vencedora foi declarada campeã da competição.

### Critérios de desempate
1º: Confronto direto

2º: Saldo de cestas dos jogos entre as equipes

3º: Melhor cesta average (se o empate foi entre duas equipes)

4º: Sorteio

### Pontuação
Vitória: 2 pontos

Derrota: 1 ponto

Não comparecimento: 0 pontos

## Classificação
| 1  | Mackenzie/Microcamp/Barueri | 50 | 26 | 24 | 2  | 2648 | 2381 | 1,11214 |
| 2  | Vasco da Gama               | 48 | 26 | 22 | 4  | 2388 | 2119 | 1,12695 |
| 3  | Mogi/Valtra                 | 44 | 26 | 18 | 8  | 2281 | 2098 | 1,08723 |
| 4  | Flamengo/Petrobras          | 44 | 26 | 18 | 8  | 2353 | 2187 | 1,07590 |
| 5  | Franca/Marathon             | 40 | 26 | 14 | 12 | 2265 | 2192 | 1,03330 |
| 6  | Tilibra/Copimax/Bauru       | 40 | 26 | 14 | 12 | 2149 | 2133 | 1,00750 |
| 7  | Botafogo                    | 38 | 26 | 12 | 14 | 2254 | 2227 | 1,01212 |
| 8  | Grêmio/Londrina/Aguativa    | 38 | 26 | 12 | 14 | 2203 | 2218 | 0,99324 |
| 9  | Unit/Uberlândia             | 37 | 26 | 11 | 15 | 2328 | 2375 | 0,98021 |
| 10 | Ulbra/Porto Alegre          | 37 | 26 | 11 | 15 | 2202 | 2266 | 0,97176 |
| 11 | COC/Ribeirão Preto          | 35 | 26 | 9  | 17 | 2147 | 2226 | 0,96451 |
| 12 | Pinheiros                   | 34 | 26 | 8  | 18 | 2205 | 2364 | 0,93274 |
| 13 | RBM/Corinthians             | 31 | 26 | 5  | 21 | 1918 | 2242 | 0,85549 |
| 14 | Santo André                 | 30 | 26 | 4  | 22 | 2283 | 2596 | 0,87943 |

|  |                                           |
|  | Zona de classificação às quartas de final |

## Fase final
|  | Quartas de final | Quartas de final            | Quartas de final | Quartas de final | Quartas de final | Quartas de final | Quartas de final | Quartas de final |    |                    | Semifinal                   | Semifinal | Semifinal | Semifinal | Semifinal | Semifinal | Semifinal | Semifinal |  |  | Final | Final           | Final | Final | Final | Final | Final | Final |
|  |                  |                             |                  |                  |                  |                  |                  |                  |    |                    |                             |           |           |           |           |           |           |           |  |  |       |                 |       |       |       |       |       |       |
|  | 1                | Mackenzie/Microcamp/Barueri | 111              | 113              | 84               | 91               | 104              | 3                |    |                    |                             |           |           |           |           |           |           |           |  |  |       |                 |       |       |       |       |       |       |
|  | 8                | G.Londrina/Aguativa         | 113              | 107              | 83               | 93               | 92               | 2                |    |                    |                             |           |           |           |           |           |           |           |  |  |       |                 |       |       |       |       |       |       |
|  | 8                | G.Londrina/Aguativa         | 113              | 107              | 83               | 93               | 92               | 2                |    | 1                  | Mackenzie/Microcamp/Barueri | 95        | 88        | 104       | 88        | 87        | 2         |           |  |  |       |                 |       |       |       |       |       |       |
|  |                  |                             |                  |                  |                  |                  |                  |                  |    | 1                  | Mackenzie/Microcamp/Barueri | 95        | 88        | 104       | 88        | 87        | 2         |           |  |  |       |                 |       |       |       |       |       |       |
|  |                  | 5                           | Franca/Marathon  | 101              | 84               | 86               | 90               | 89               | 3  |                    |                             |           |           |           |           |           |           |           |  |  |       |                 |       |       |       |       |       |       |
|  | 4                | 5                           | Franca/Marathon  | 101              | 84               | 86               | 90               | 89               | 3  | Flamengo/Petrobras | 87                          | 74        | 76        | 90        |           | 1         |           |           |  |  |       |                 |       |       |       |       |       |       |
|  | 4                |                             |                  |                  |                  |                  |                  |                  |    | Flamengo/Petrobras | 87                          | 74        | 76        | 90        |           | 1         |           |           |  |  |       |                 |       |       |       |       |       |       |
|  | 5                | Franca/Marathon             | 89               | 85               | 67               | 99               |                  | 3                |    |                    |                             |           |           |           |           |           |           |           |  |  |       |                 |       |       |       |       |       |       |
|  |                  |                             |                  |                  |                  |                  |                  |                  |    |                    |                             |           |           |           |           |           |           |           |  |  | 5     | Franca/Marathon | 74    | 85    | 74    | 88    | 86    | 3     |
|  |                  |                             | 2                | Vasco da Gama    | 77               | 76               | 99               | 70               | 80 | 2                  |                             |           |           |           |           |           |           |           |  |  |       |                 |       |       |       |       |       |       |
|  | 3                | Mogi/Valtra                 | 83               | 85               | 88               | 76               | 69               | 2                |    |                    |                             |           |           |           |           |           |           |           |  |  |       |                 |       |       |       |       |       |       |
|  | 6                | Tilibra/Copimax/Bauru       | 77               | 95               | 85               | 78               | 71               | 3                |    |                    |                             |           |           |           |           |           |           |           |  |  |       |                 |       |       |       |       |       |       |
|  | 6                | Tilibra/Copimax/Bauru       | 77               | 95               | 85               | 78               | 71               | 3                |    | 6                  | Tilibra/Copimax/Bauru       | 62        | 69        | 77        |           |           | 0         |           |  |  |       |                 |       |       |       |       |       |       |
|  |                  |                             |                  |                  |                  |                  |                  |                  |    | 6                  | Tilibra/Copimax/Bauru       | 62        | 69        | 77        |           |           | 0         |           |  |  |       |                 |       |       |       |       |       |       |
|  |                  | 2                           | Vasco da Gama    | 76               | 82               | 88               |                  |                  | 3  |                    |                             |           |           |           |           |           |           |           |  |  |       |                 |       |       |       |       |       |       |
|  | 2                | 2                           | Vasco da Gama    | 76               | 82               | 88               | Vasco da Gama    | 90               | 3  | 84                 | 86                          |           |           | 3         |           |           |           |           |  |  |       |                 |       |       |       |       |       |       |
|  | 2                |                             |                  |                  |                  |                  | Vasco da Gama    | 90               |    | 84                 | 86                          |           |           | 3         |           |           |           |           |  |  |       |                 |       |       |       |       |       |       |
|  | 7                | Botafogo                    | 78               | 73               | 79               |                  |                  | 0                |    |                    |                             |           |           |           |           |           |           |           |  |  |       |                 |       |       |       |       |       |       |

## Finais

### Primeiro jogo
| 21 de maio 19:00 |  | Franca/Marathon | 74–77 | Vasco da Gama |  | Franca |  |

### Segundo jogo
| 23 de maio 11:00 |  | Vasco da Gama | 76–85 | Franca/Marathon |  | Rio de Janeiro |  |

### Terceiro jogo
| 24 de maio 20:00 |  | Vasco da Gama | 99–74 | Franca/Marathon |  | Rio de Janeiro |  |

### Quarto jogo
| 28 de maio 19:00 |  | Franca/Marathon | 88–70 | Vasco da Gama |  | Franca |  |

### Quinto jogo
| 30 de maio 19:30 |  | Vasco da Gama | 80–86 | Franca/Marathon |  | Rio de Janeiro |  |

0
| Campeonato Nacional de Basquete Masculino 1999  |
| ----------------------------------------------- |
| Franca/Marathon Campeão (11° título Brasileiro) |